# Teijirō Toyoda
Pour les articles homonymes, voir Toyoda.
Teijirō Toyoda (豊田 貞次郎), né le 7 août 1885 dans la préfecture de Wakayama au Japon et mort d'un cancer du rein à l'âge de 76 ans le 21 novembre 1961, est un amiral de la Marine impériale japonaise qui fit également une carrière politique.

## Biographie

### Formation
Né dans la préfecture de Wakayama, Toyoda est le fils d'un ancien samouraï du domaine de Wakayama. Il étudia au lycée junior Tennoji avant d'entrer à l'école des langues étrangères de Tokyo où il étudia l'anglais. Il fut par la suite major de sa promotion de 171 cadets à l'académie navale impériale du Japon en 1905. La guerre russo-japonaise s'était terminée en novembre 1905 pendant la formation de Toyoda et il fut assigné sur les croiseurs Itsukushima, Katori, sur le destroyer Yayoi, et sur le croiseur Chitose. Après avoir étudié l'artillerie navale et les torpilles, Toyoda fut promu aspirant et assigné sur le navire Shikishima puis sur le Satsuma.
En 1910, le lieutenant Toyoda étudia l'artillerie à l'école navale impériale du Japon pendant un an et fut ensuite envoyé en voyage d'étude au Royaume-Uni comme prévu par le programme d'échange de l'alliance anglo-japonaise. Toyoda étudia à l'université d'Oxford pendant deux ans et demi puis retourna au Japon en 1914.

### Première Guerre mondiale
De retour au Japon, Toyoda fut nommé chef de la 4e escadre sur le Hiei. Pendant les derniers jours de la Première Guerre mondiale, l'empire allemand lança de nombreuses opérations sous-marines de U-boat et attaquait tous les navires de transport sans exceptions. Le Royaume-Uni demanda alors au Japon d'envoyer des navires de guerre pour escorter des navires de transports d'après les termes de l'alliance anglo-japonaise. Toyoda, qui avait été promu capitaine de corvette en 1916, fut envoyé à Sydney en 1917 pour commander la 4e escadre. Sa mission consistait à patrouiller dans les eaux entre l'Australie et la Nouvelle-Zélande.
En décembre 1917, une fois que la sécurité de l'Australie ait été assurée, Toyoda retourna au Japon pour étudier encore à l'académie navale pendant deux ans. Il fut une nouvelle fois major de sa promotion. Après avoir été promu capitaine de frégate en 1920, il fut assigné aux Affaires maritimes du département de la Marine. Il servit à ce poste trois ans de 1920 à 1923.

### Entre-deux-guerres
Après avoir servi comme commandant en second sur le Kongō pendant six mois, Toyoda retourna à Londres en 1923 en tant qu'attaché militaire. Il resta dans cette ville pendant quatre ans, période durant laquelle il fut promu Ittō Kaisa (capitaine de vaisseau). Il fut par la suite membre de la délégation japonaise à la conférence maritime de Genève organisée par la Société des Nations. Fin 1927, il retourna au Japon. Du fait de ce long séjour à l'étranger, Toyoda devint expert en affaires étrangères mais était peu au courant des affaires japonaises et avait donc eu des opinions opposées à celles des autres membres de la délégation pendant les négociations de désarmement.
À son retour au Japon, Toyoda fut nommé commandant du croiseur Abukuma puis du Yamashiro.
Toyoda dut cependant retourner en Angleterre pour participer aux négociations du traité naval de Londres de 1930. Après la signature, il retourna au Japon et fut promu contre-amiral.
En 1931, Toyoda fut nommé commandant du district naval de Yokosuka mais fut relevé de ce poste juste six mois plus tard. Il ne reste aujourd'hui aucun document expliquant cet acte. On suppose cependant que Toyoda fut relevé de ses fonctions pour avoir dit quelque chose au prince Hiroyasu Fushimi qui venait d'être nommé  la tête de l'État-major de la marine impériale japonaise.
Bien que sa spécialité fût l'artillerie navale, Toyoda fut assigné au quartier général de la force aéronavale. En novembre 1922, au moment du transfert périodique du personnel, il devint responsable des manufactures d'avions de Hiroshima. Les deux affectations étaient considérées comme des rétrogradations mais Toyoda redoubla d'efforts et attendit d'avoir une meilleure opportunité. Comme selon lui la technologie aérienne évoluait trop lentement, il fut mécontent des résultats de l'usine car il était très difficile d'obtenir les outils et les pièces nécessaires. Toyoda prit alors des mesures pour améliorer la productivité.
En novembre 1935, Toyoda fut promu vice-amiral et en février 1936, il devint directeur de l'arsenal de Kure. En décembre 1937, il fut nommé commandant du district naval de Sasebo.
En novembre 1938, Toyoda devint commandant du Service aérien de la Marine impériale japonaise, et durant l'été 1939, il géra conjointement la construction navale.

### Carrière politique
En 1940, le ministre de la Marine, Zengo Yoshida, démissionna. Malgré l'opposition de son successeur Koshirō Oikawa, le pacte tripartite entre le Japon, l'Allemagne nazie et l'Italie fasciste fut signé. Toyoda, qui était personnellement opposé à ce traité, devint vice-ministre de la Marine le 6 septembre 1940.
En avril 1941, le gouvernement fut réorganisé et Toyoda devint ministre du Commerce et de l'Industrie à la demande du premier ministre Fumimaro Konoe. Après mûre réflexion, Toyoda décida de quitter la marine impériale japonaise mais sa lettre de démission ne fut pas acceptée, il fut promu amiral et transféré à la force de réserve. L'amiral Mineichi Koga, qui avait aussi démissionné pour le monde de la politique, critiquait la tentative de démission de Toyoda et l'accusait d'utiliser la marine comme tremplin pour une carrière politique.
Après seulement trois mois, un remaniement ministériel devint nécessaire en raison de la démission forcée du ministre des Affaires étrangères pro-Axe Yōsuke Matsuoka. Toyoda, qui était opposé depuis le début au pacte tripartite, remplaça Matsuoka comme ministre des Affaires étrangères le 18 juillet 1941. L'une de ses priorités fut d'endiguer la rapide détérioration des relations avec les États-Unis et il envoya l'amiral Kichisaburō Nomura comme ambassadeur à Washington. Toyoda fit également beaucoup pour organiser une rencontre entre le premier ministre Fumimaro Konoe et le président américain Franklin Roosevelt. Cependant, la rencontre n'eut jamais lieu. En juillet, Toyoda prédit que l'avancée japonaise vers le Sud, selon la politique du Nanshin-ron, et en particulier le projet d'occuper l'Indochine française, allait mener à un embargo commercial total de la part des États-Unis, si ce n'est la guerre. En octobre 1941, le gouvernement de Konoe démissionna.

### Fin de carrière
Après sa démission du gouvernement, Toyoda accepta le poste de directeur de la manufacture nationale d'acier et de fer japonaise. Il put ainsi poursuivre son intérêt pour l'amélioration de la production d'acier, un sujet qui l'occupait depuis qu'il avait dirigé l'arsenal naval de Kure. De la mi-1941 à la mi-1942, la production d'acier du Japon diminua en raison d'un manque de main-d'œuvre. Toyoda améliora les méthodes de travail et lança des programmes de protection sociale pour les enfants qui avaient étudié au lycée junior et aussi pour les travailleurs coréens et tous ceux qui avaient perdu leur emploi. Ses améliorations permirent à la production d'acier de résister aux problèmes engendrés par la guerre en apportant suffisamment de ressources et en s'assurant qu'il y ait toujours assez de main-d'œuvre.
Toyoda restait éloigné de la politique mais en mars 1943 il fut appelé à devenir conseiller du gouvernement. Il y avait alors un duel intense entre l'armée et la marine pour la répartition du matériel de guerre et ainsi Toyoda proposa un plan pour résoudre ce problème mais ça ne se passa pas comme prévu.
Toyoda retourna finalement dans la politique en devenant ministre des Transports et des Communications et ministre des Munitions dans le gouvernement de Kantarō Suzuki. Avec l'augmentation des destructions de l'industrie et des infrastructures japonaises par les bombardements alliés, Toyoda lutta pour améliorer la productivité et en particulier celle des avions.
Après la défaite de 1945, les membres du gouvernement furent arrêtés par les forces alliées pour allégation de crimes de guerre. Toyoda ne fut cependant pas poursuivi en raison de ses efforts connu pour préserver la paix avant la guerre.
En 1958, Toyoda fut nommé président de la coentreprise Japon-Usiminas pour le développement de la production d'acier au Brésil. Le 21 novembre 1961, il meurt d'un cancer du rein à l'âge de 76 ans.

## Source de la traduction
- (en) Cet article est partiellement ou en totalité issu de l’article de Wikipédia en anglais intitulé « Teijirō Toyoda » (voir la liste des auteurs).